# 查里蒂冰川
62°44′S 60°20′W / 62.733°S 60.333°W

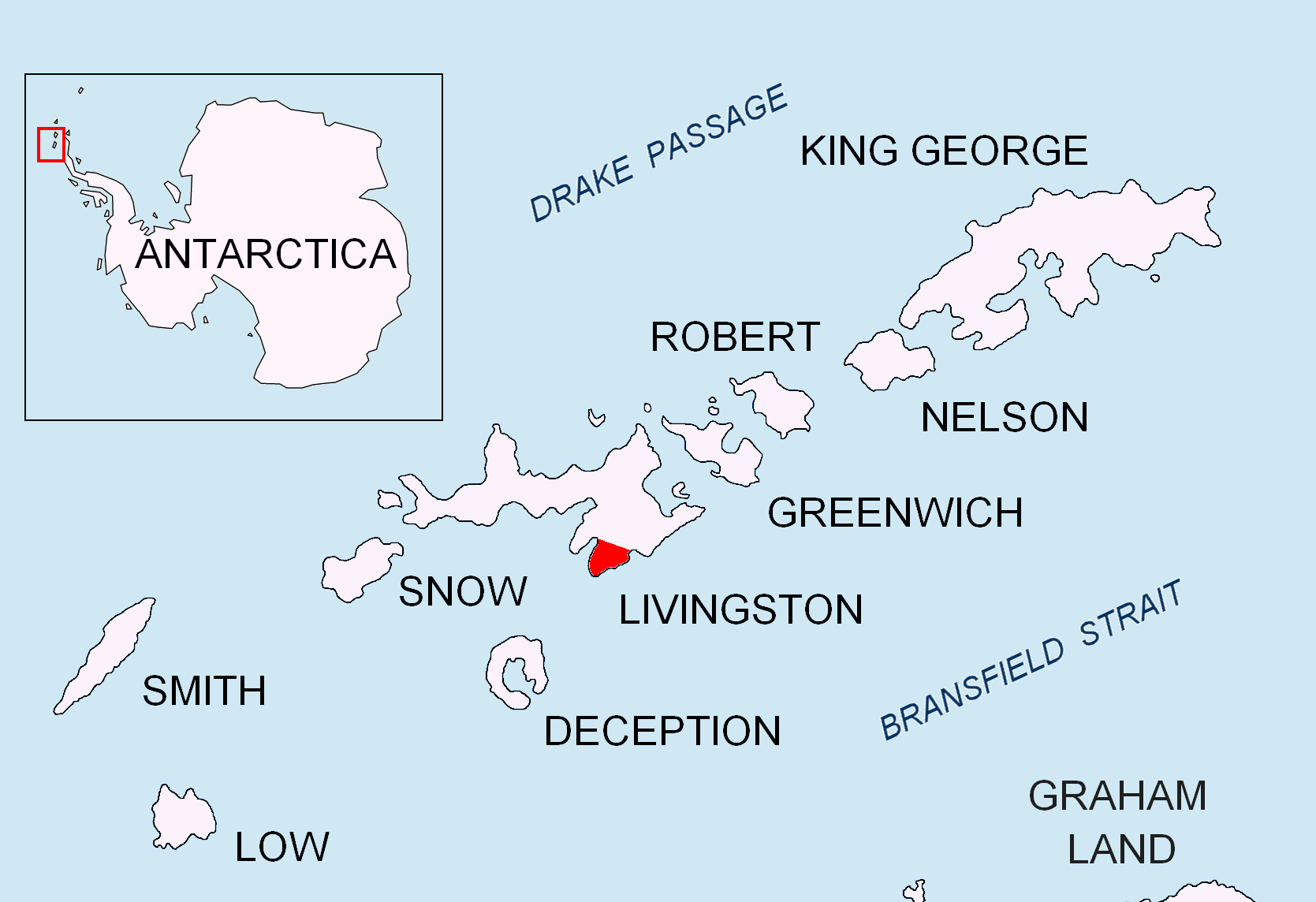

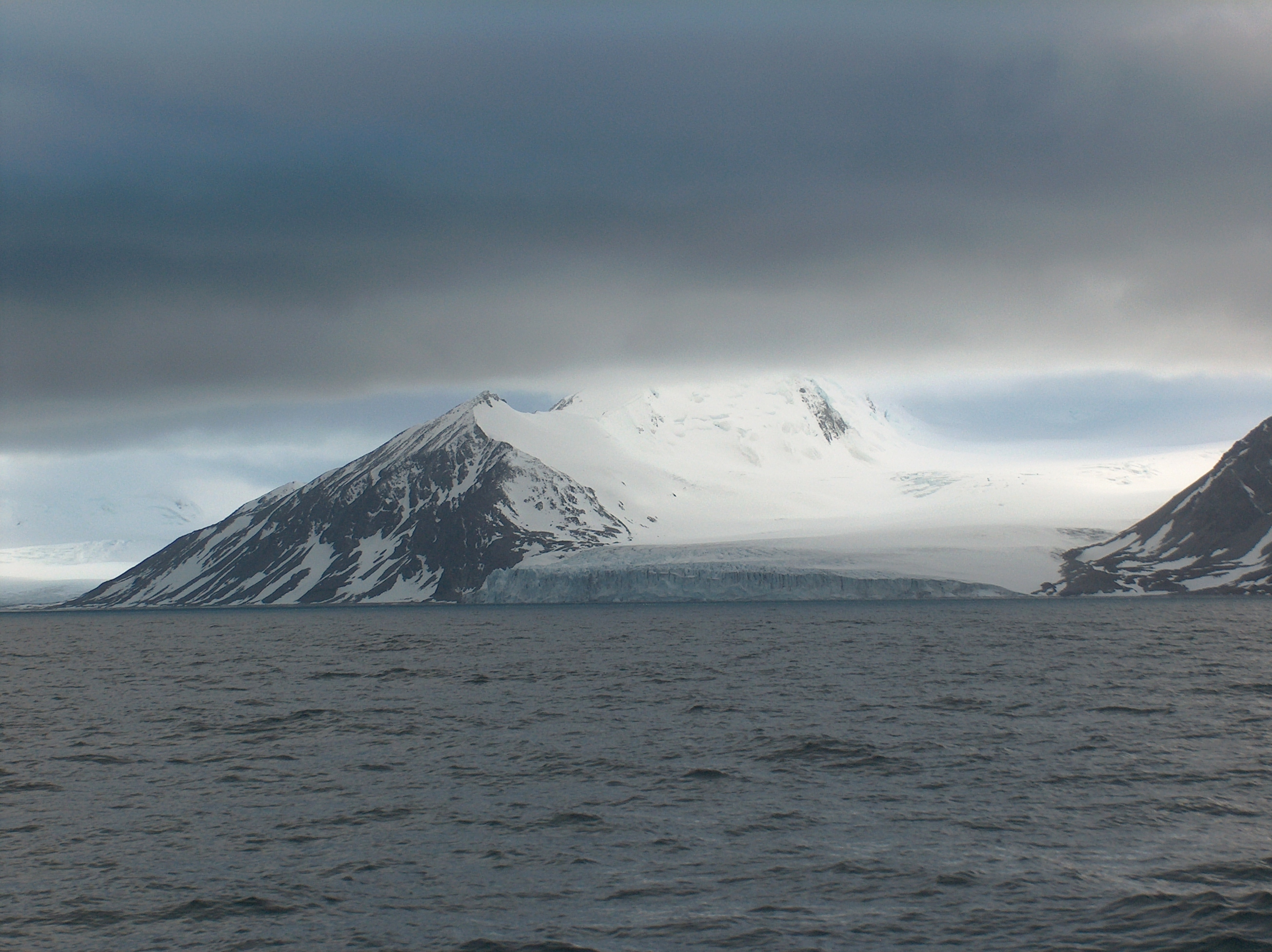

查里蒂冰川是南極洲的冰川，位於南設得蘭群島中利文斯頓島的羅任半島，處於巴納德角以北，以美國的海豹獵船所命名。